# Cyclocross del Ponte
De Cyclocross del Ponte is een wedstrijd in het veldrijden, die verreden wordt in Fae' Di Oderzo, Italië, het is de grootste wedstrijd van het land. De wedstrijd is sinds 2014 onderdeel van het regelmatigheidscriterium SMP Master Cross. Sinds 2008 wordt de veldrit jaarlijks verreden op 8 december. Op deze dag valt de katholieke feestdag Onbevlekte Ontvangenis van Maria, waarop de Italianen nationaal vrijaf hebben. 

## Erelijst

### Mannen elite
| Datum      | Klassement       | Cat. | Winnaar                            | Tweede                             | Derde                              |
| ---------- | ---------------- | ---- | ---------------------------------- | ---------------------------------- | ---------------------------------- |
| 08/12/2022 | ??               | C2   | Gioele Bertolini                   | Filippo Fontana                    | Marcel Meisen                      |
| 08/12/2021 | SMP Master Cross | C2   | Marcel Meisen                      | Daan Soete                         | Jakob Dorigoni                     |
| 08/12/2020 | SMP Master Cross | C2   | Afgelast vanwege de coronapandemie | Afgelast vanwege de coronapandemie | Afgelast vanwege de coronapandemie |
| 08/12/2019 | SMP Master Cross | C2   | Vincent Baestaens                  | Gioele Bertolini                   | Michael Boroš                      |
| 08/12/2018 | SMP Master Cross | C2   | Vincent Baestaens                  | Gioele Bertolini                   | Luca Braidot                       |
| 08/12/2017 | SMP Master Cross | C2   | Gioele Bertolini                   | Vincent Baestaens                  | Marcel Meisen                      |
| 08/12/2016 | SMP Master Cross | C2   | Marcel Meisen                      | Gioele Bertolini                   | Francis Mourey                     |
| 08/12/2015 | SMP Master Cross | C2   | Marcel Meisen                      | Gioele Bertolini                   | Francis Mourey                     |
| 08/12/2014 | SMP Master Cross | C2   | Vincent Baestaens                  | Gioele Bertolini                   | Francis Mourey                     |
| 08/12/2013 | Losse cross      | C2   | Francis Mourey                     | Enrico Franzoi                     | Mirko Tabacchi                     |
| 08/12/2012 | Losse cross      | C2   | Enrico Franzoi                     | Twan van den Brand                 | Vincent Baestaens                  |
| 08/12/2011 | Losse cross      | C2   | Enrico Franzoi                     | Marco Fontana                      | Mariusz Gil                        |
| 08/12/2010 | Losse cross      | C2   | Bart Aernouts                      | Marco Bianco                       | Matteo Trentin                     |
| 08/12/2009 | Losse cross      | C2   | Gerben De Knegt                    | Enrico Franzoi                     | Ben Berden                         |
| 08/12/2008 | Losse cross      | C2   | Marco Bianco                       | Marco Fontana                      | Fabio Ursi                         |
| 16/12/2007 | Losse cross      | C2   | Zdeněk Štybar                      | Cristian Cominelli                 | Marco Bianco                       |
| 05/11/2006 | Losse cross      | C2   | Zdeněk Štybar                      | Enrico Franzoi                     | Marco Fontana                      |
| 2005       | Losse cross      |      | Alessandro Fontana                 | Stefano Toffoletti                 | Marco Bianco                       |
| 2004       | Losse cross      |      | Daniele Pontoni                    | Marco Fontana                      |                                    |

### Vrouwen elite
| Datum      | Klassement       | Cat. | Winnaar                            | Tweede                             | Derde                              |
| ---------- | ---------------- | ---- | ---------------------------------- | ---------------------------------- | ---------------------------------- |
| 08/12/2022 | ??               | C2   | Silvia Persico                     | Rebecca Gariboldi                  | Eva Lechner                        |
| 08/12/2021 | SMP Master Cross | C2   | Eva Lechner                        | Silvia Persico                     | Alessia Bulleri                    |
| 08/12/2020 | SMP Master Cross | C2   | Afgelast vanwege de coronapandemie | Afgelast vanwege de coronapandemie | Afgelast vanwege de coronapandemie |
| 08/12/2019 | SMP Master Cross | C2   | Francesca Baroni                   | Rebecca Gariboldi                  | Gaia Realini                       |
| 08/12/2018 | SMP Master Cross | C2   | Francesca Baroni                   | Nadja Heigl                        | Nicole Fede                        |
| 08/12/2017 | SMP Master Cross | C2   | Eva Lechner                        | Francesca Baroni                   | Anna Oberparleiter                 |
| 08/12/2016 | SMP Master Cross | C2   | Alice Maria Arzuffi                | Chiara Teocchi                     | Alessia Bulleri                    |
| 08/12/2015 | SMP Master Cross | C2   | Chiara Teocchi                     | Eva Lechner                        | Alice Maria Arzuffi                |
| 08/12/2014 | SMP Master Cross | C2   | Eva Lechner                        | Nicoletta Bresciani                | Alessia Bulleri                    |
| 08/12/2013 | Losse cross      | C2   | Eva Lechner                        | Alice Maria Arzuffi                | Nicoletta Bresciani                |
| 08/12/2012 | Losse cross      | C2   | Jasmin Achermann                   | Eva Lechner                        | Sabrina Schweizer                  |
| 08/12/2011 | Losse cross      | C2   | Jasmin Achermann                   | Eva Lechner                        | Francesca Cucciniello              |
| 08/12/2010 | Losse cross      | C2   | Helen Wyman                        | Jasmin Achermann                   | Pavla Havlíková                    |
| 08/12/2009 | Losse cross      | C2   | Helen Wyman                        | Vania Rossi                        | Francesca Cucciniello              |
| 08/12/2008 | Losse cross      | C2   | Sanne Cant                         | Eva Lechner                        | Francesca Cucciniello              |
| 16/12/2007 | Losse cross      | C2   | Vania Rossi                        | Francesca Cucciniello              | Daniela Bresciani                  |
| 05/11/2006 | Losse cross      | C2   | Daniela Bresciani                  | Milena Cavani                      | Francesca Cucciniello              |
| 2005       | Losse cross      |      |                                    |                                    |                                    |
| 2004       | Losse cross      |      |                                    |                                    |                                    |